# Col du Rombo
Le col du Rombo (passo del Rombo en italien, Timmelsjoch en allemand) est un col routier des Alpes situé à la frontière entre l'Autriche et l'Italie, plus précisément entre le val Passiria dans le Trentin-Haut-Adige et Sölden.
Situé à 2 474 ou 2 491 m, c'est l'un des plus hauts cols routiers des Alpes italiennes. Les parties sud-tyroliennes du col font partie du parc naturel Gruppo di Tessa.

## Géographie
Diverses informations circulent sur l'altitude du col. La carte officielle autrichienne l'estime à 2 474 m alors que le SIG du Tyrol du Sud note une altitude de 2 472 m. Fondamentalement, toutes les cartes plus récentes montrent le col entre la ligne de contour de 2 470 m et celle de 2 480 m. En revanche, le panneau routier au col et le site Internet de la société exploitante annoncent une indication étonnamment différente à 2 509 m.
Au col, se trouve un refuge prisé par de nombreux amateurs de vélo.
Le col est l'un des endroits les plus froids des Alpes et est souvent frappé par un vent froid[réf. nécessaire]. Il y a aussi un petit ruisseau, venant des glaciers qui l'entourent, qui descend vers Sölden.

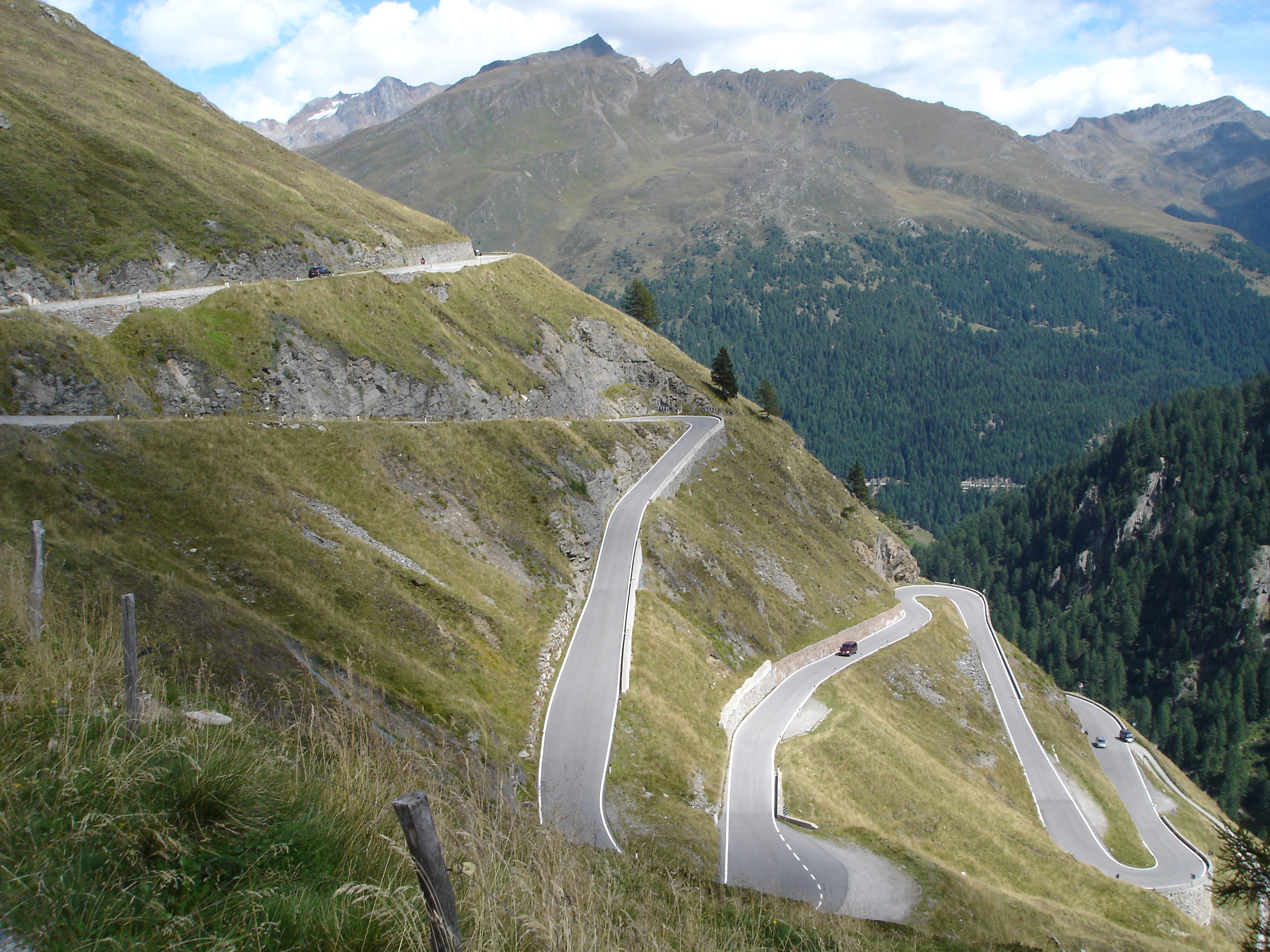
Épingle à cheveux du côté italien.
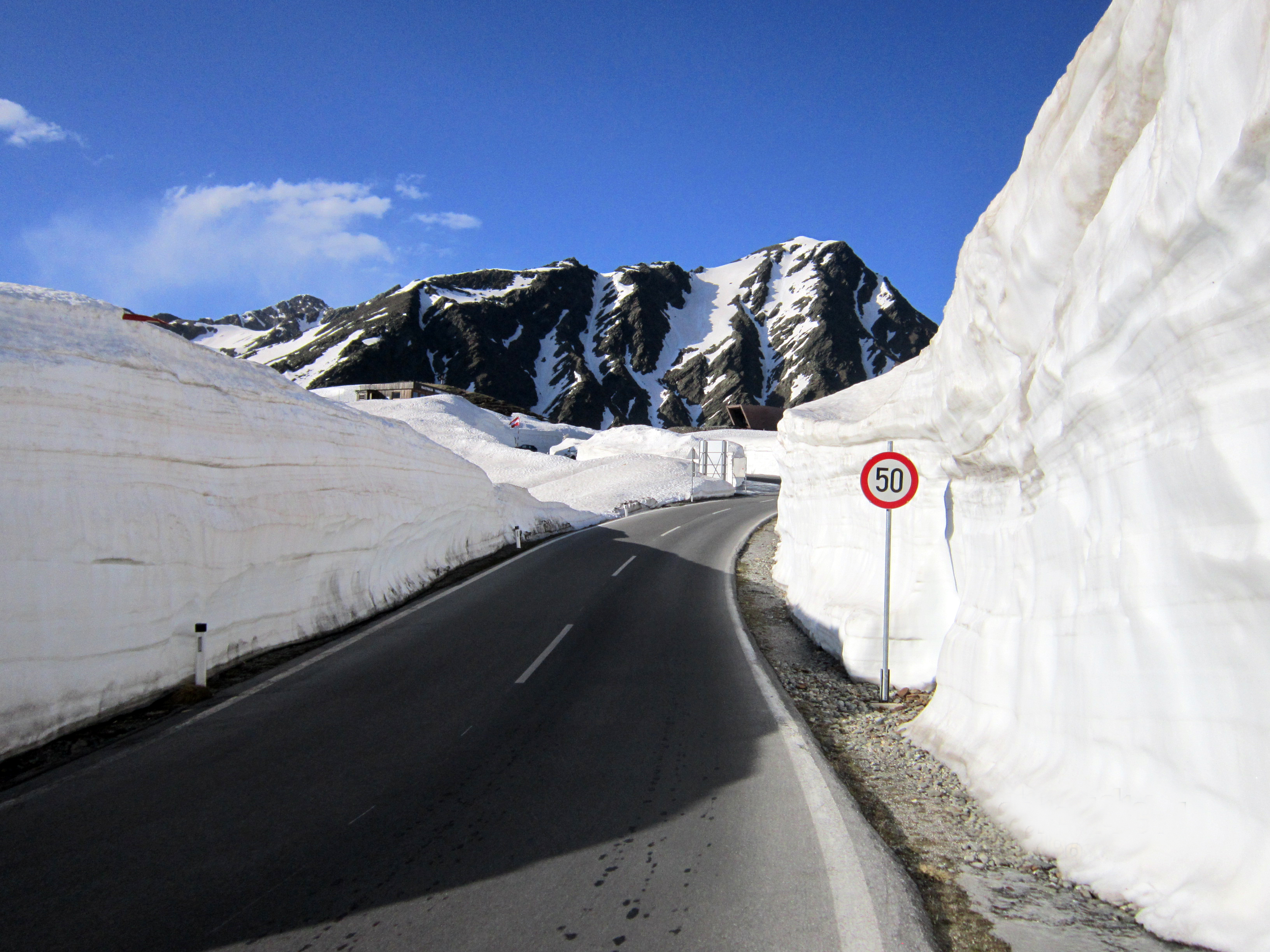
Congères au col du Rombo, versant autrichien. En arrière-pan, le Timmelsjochberg.
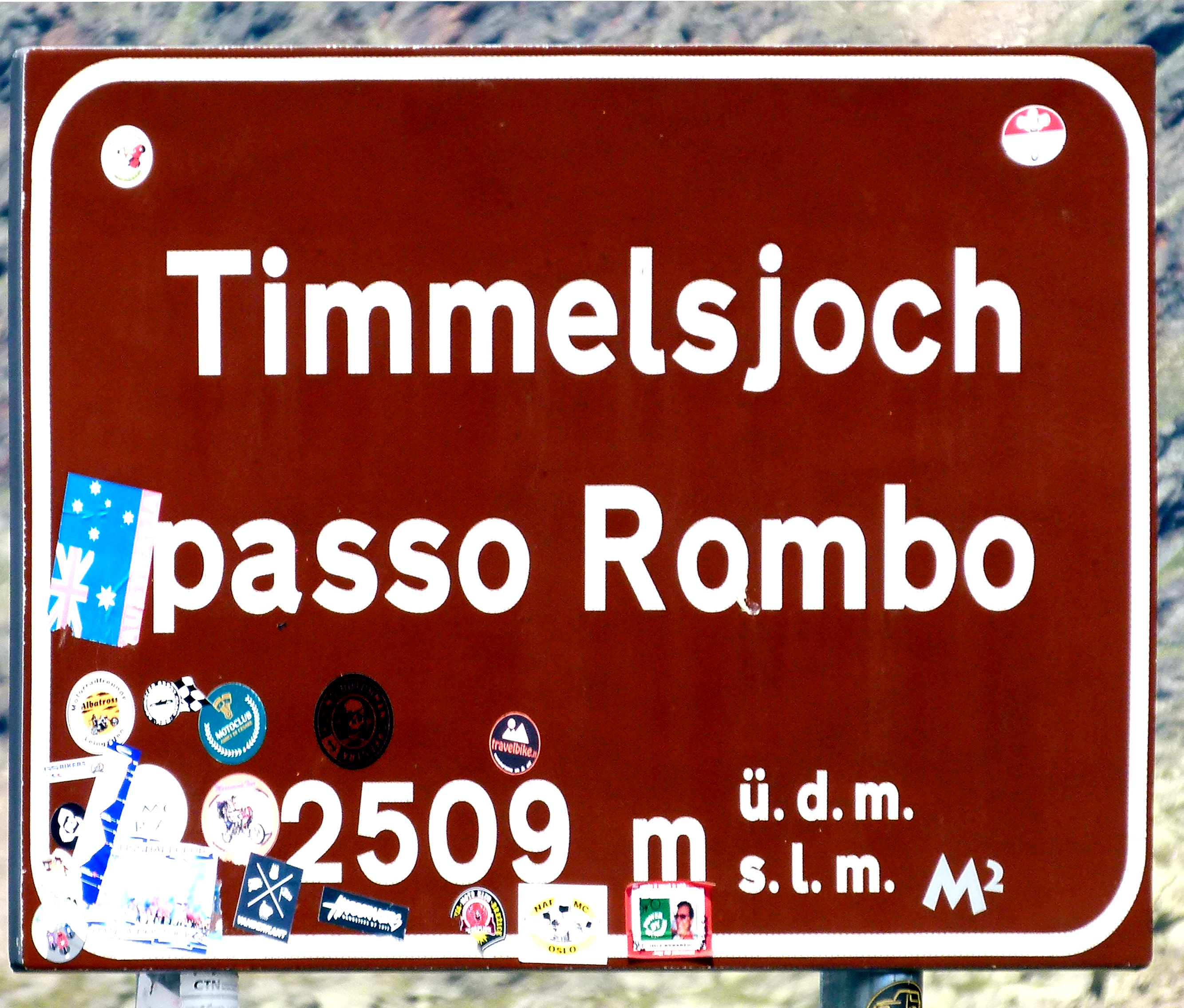
La signalétique au col.

## Histoire
Au Moyen Âge, le col formait la frontière sud du comté de la haute vallée de l'Inn et de la paroisse de Silz. Le col est mentionné pour la première fois en 1241 sous le nom de Thymelsjoch. En 1320, une piste muletière est créée. C'était initialement une route commerciale, et les marchands Fugger et Welser l'ont également empruntée. Vers 1770, les noms TImbl Ioch et Passeyrergericht Alpe Timbls sont attestés. En 1897 le Landtag Tyrolien décida la construction d'une route à travers le Timmel, mais d'autres projets ont été avancés.
Depuis l'entrée en vigueur du traité de Saint-Germain-en-Laye en 1920, le col est à la frontière entre l'Italie et l'Autriche.

### Route
La route du col a été construite du côté autrichien le long d'une ancienne liaison importante, l'une des principales voies de communication entre Mérano et le Tyrol, entre 1955 et 1959 pour un coût de 28 millions de schilling autrichien. Sa construction marque un tournant avec les méthodes traditionnelles : quatre machines sont utilisées et permettent de faire le travail de 130 hommes. Entre novembre et mai, la présence de neige provoque l'arrêt du chantier.
Du côté italien, la route, voulue par Benito Mussolini à des fins militaires pour avoir un itinéraire alternatif vers le col du Brenner et le col de Resia, a été construite dans les années 1930. Dans le contexte du pacte Hitler-Mussolini, les travaux ont été interrompus en 1939 — prétendument le jour où les deux dictateurs se sont rencontrés au Brenner —, et la liaison finale est inaugurée le 15 septembre 1968.

## Péage

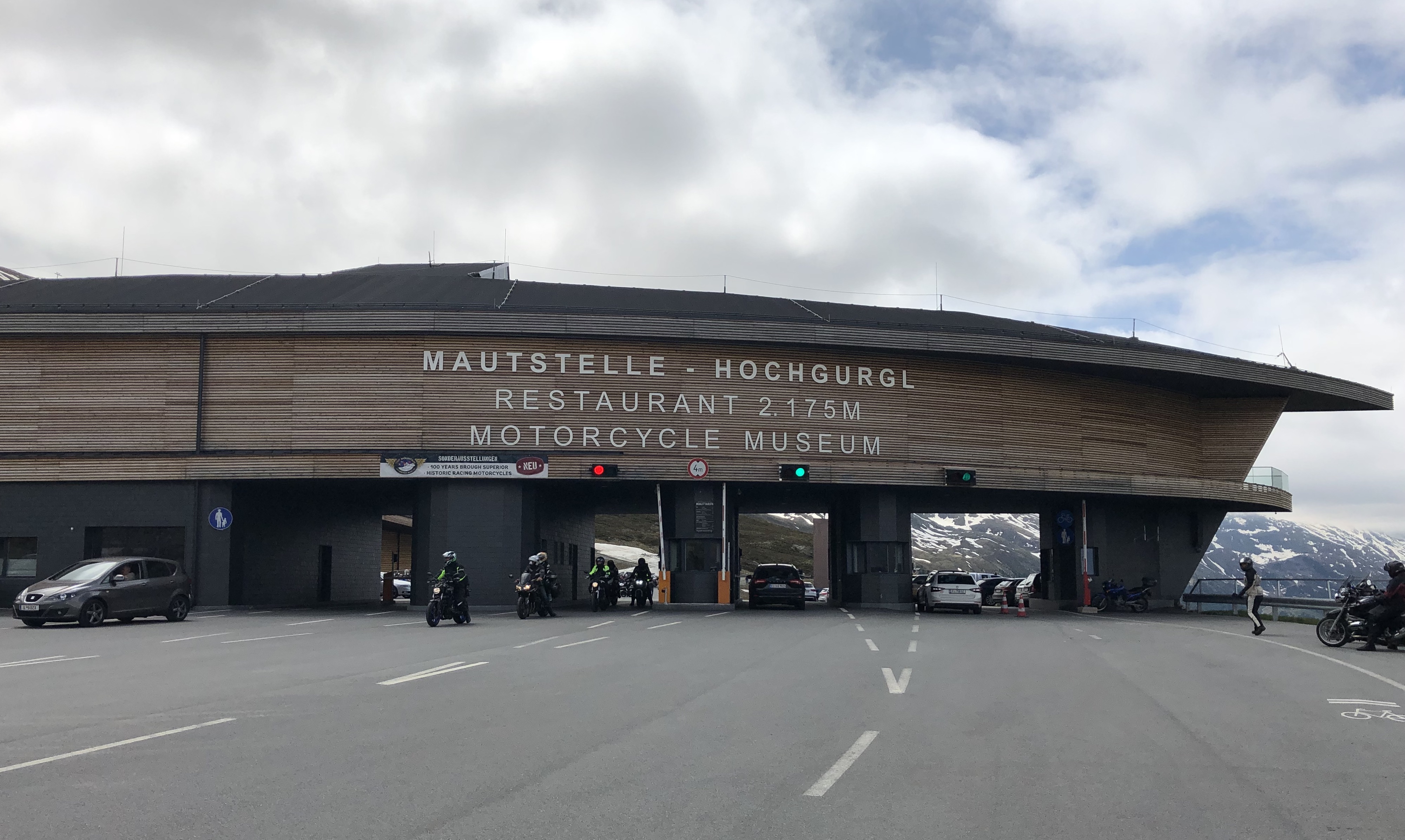
Le péage qui accueille également un musée consacré à la moto.

Dans la partie italienne, le permis de transit n'est limité qu'à certaines catégories de véhicules tels que les voitures et les motos, alors qu'il est interdit pour les camions et les autobus de plus de 10 mètres et d'une masse totale supérieure à huit tonnes. Il n'y a pas de barrières de péage contrairement au côté autrichien, à environ 7 km du col.

## Musées

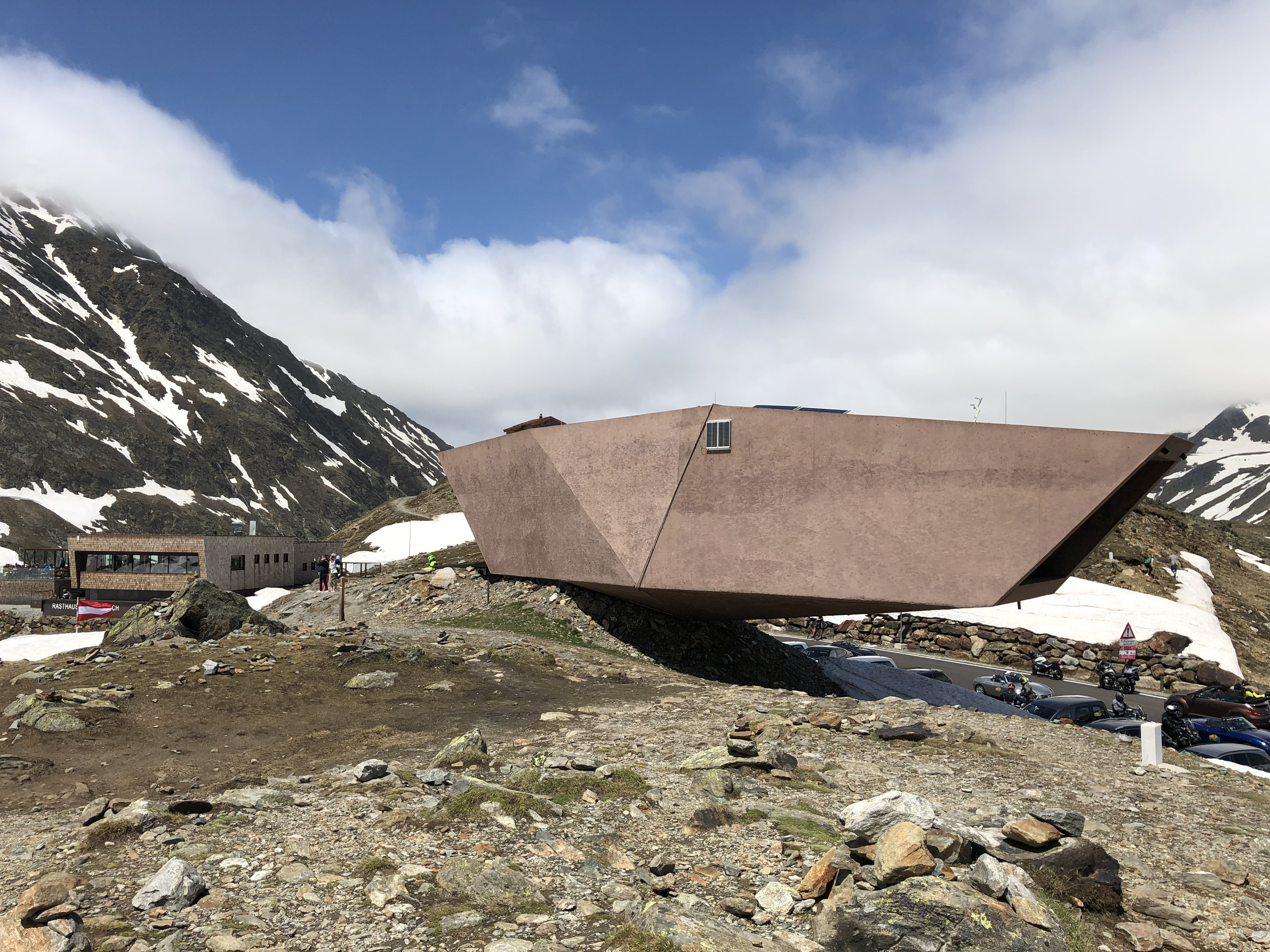
Le musée du col.

En 2010 a été créé un musée sur le versant autrichien du col transfrontalier, conçu par l'architecte sud-tyrolien Werner Tscholl. Il illustre l'histoire de la route et son évolution à travers les siècles. L'architecture moderne particulière, en forme de cube ouvert, met l'accent sur la fonction de communication et de connexion que l'espace alpin a toujours exercée.
En septembre 2018, le musée Timmel Transit a été inauguré dans le cadre du cinquantième anniversaire de la route du col. Le musée, situé sur le versant italien, a été conçu comme une partie complémentaire de l'autre musée. Il se trouve dans une ancienne caserne des années 1930,.